# Esfinge de Spata

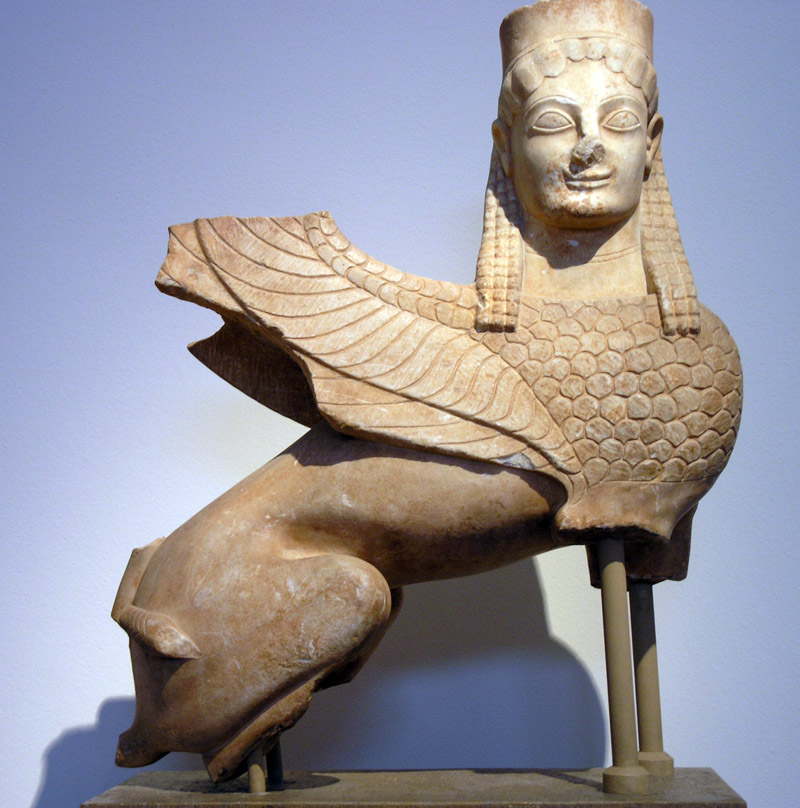
Imagen de la esfinge de Spata, en el Museo Arqueológico Nacional de Atenas.

La esfinge de Spata es una esfinge que data del año 570 - 550 a. C. y que fue esculpida por los artistas de la región de Ática en la Antigua Grecia.

## Hallazgo e historia
La esfinge fue hallada en Spata, una localidad de la Antigua Grecia, situada a 20 kilómetros de Atenas y que pertenecía a la región de Ática.
La pieza hacia la función de estela funeraria y se trata de una de las esfinges arcaicas más antiguas encontradas hasta la fecha.

## Características
- Estilo: Griego, procedente de los talleres de Ática.
- Material: Mármol de Pentélico.
- Altura: 69 centímetros.

## Conservación
La pieza se expone de forma permanente en el Museo Arqueológico Nacional de Atenas (Grecia).